# Mahira
Mahira è una suddivisione dell'India, classificata come census town, di 4.492 abitanti, situata nel distretto di Bardhaman, nello stato federato del Bengala Occidentale. In base al numero di abitanti la città rientra nella classe VI (meno di 5.000 persone).

## Geografia fisica
La città è situata a 23° 37' 38 N e 87° 12' 53 E.

## Società

### Evoluzione demografica
Al censimento del 2001 la popolazione di Mahira assommava a 4.492 persone, delle quali 2.507 maschi e 1.985 femmine. I bambini di età inferiore o uguale ai sei anni assommavano a 553, dei quali 279 maschi e 274 femmine. Infine, coloro che erano in grado di saper almeno leggere e scrivere erano 2.735, dei quali 1.761 maschi e 974 femmine.